# Kalven (Älvsereds socken, Västergötland)
Kalven är en sjö i Falkenbergs kommun i Västergötland och ingår i Ätrans huvudavrinningsområde.